# Lisa Bihl
Lisa Bihl (* 1982 in Düsseldorf) ist eine deutsche Schauspielerin.

## Leben
Lisa Bihl besuchte von 2006 bis 2010 die Schauspielschule der Keller in Köln und debütierte im Rahmen ihrer Ausbildung 2008 mit der Titelrolle in Kleists Das Käthchen von Heilbronn an der Kunsthochschule für Medien in Köln. Im Theater der Keller war sie 2009 und 2010 in Non(n)sens von Dan Goggin und Lust von Franz Wittenbrink zu sehen. Weitere Stationen ihrer Bühnenlaufbahn waren 2010 die Wuppertaler Bühnen und die Brotfabrik Bonn sowie 2011 die Kreuzgangspiele in Feuchtwangen, wo sie die Hero in Shakespeares Viel Lärm um nichts und die Annika in Pippi feiert Geburtstag nach Motiven von Astrid Lindgren spielte. Seit 2011 stand Lisa Bihl wiederholt auf den Bühnen des Freien Werkstatt Theaters Köln und des Theaters im Bauturm.
In Dreimal um den Baum gewickelt, einer Produktion der Filmakademie Baden-Württemberg, stand Lisa Bihl bereits 1992 zum ersten Mal vor der Kamera. Es folgten ab 2002 Rollen in diversen Kurzfilmen, 2010 gab sie ihr Debüt auf dem Bildschirm in der RTL-Produktion C.I.S. – Chaoten im Sondereinsatz. 2013 war sie in einer Nebenrolle in der Folge Die unbekannte Freundin aus der ZDF-Serie SOKO Köln zu sehen.
Lisa Bihl lebt in Köln.

## Filmografie (Auswahl)
- 1992: Dreimal um den Baum gewickelt[3]
- 2002: Bandaloop (Musikvideo)[3]
- 2005: Sitzungen[3]
- 2006: Zur Freiheit verdammt (Kurzfilm)[3]
- 2007: Chissa (Kurzfilm)[3]
- 2008: Sasies Küche (Kurzfilm)[3]
- 2009: Blinder Fleck (Kurzfilm)[3]
- 2010: C.I.S. – Chaoten im Sondereinsatz
- 2011: TapeMe (Kurzfilm)
- 2012: Brausepulver[3]
- 2013: SOKO Köln – Die unbekannte Freundin
- 2014: Hüter meines Bruders
- 2016: Der Bulle und das Landei – Goldrausch
- 2016: Marie Brand und die rastlosen Seelen
- 2020: Rentnercops – Endlich frei sein
- 2020: Verunsichert – Alles Gute für die Zukunft
- 2023: Marie Brand und die Ehrenfrauen
- 2024: Für alle Fälle Familie[4]

## Hörspiele (Auswahl)
- 2020: Heaven Line von Bodo Traber, WDR[5]
- 2021: Once A Beauty von Bodo Traber, WDR[6]
- 2023: Slughunters von Bodo Traber, WDR (fünfteilige Serie)[7]